# IDEF1X

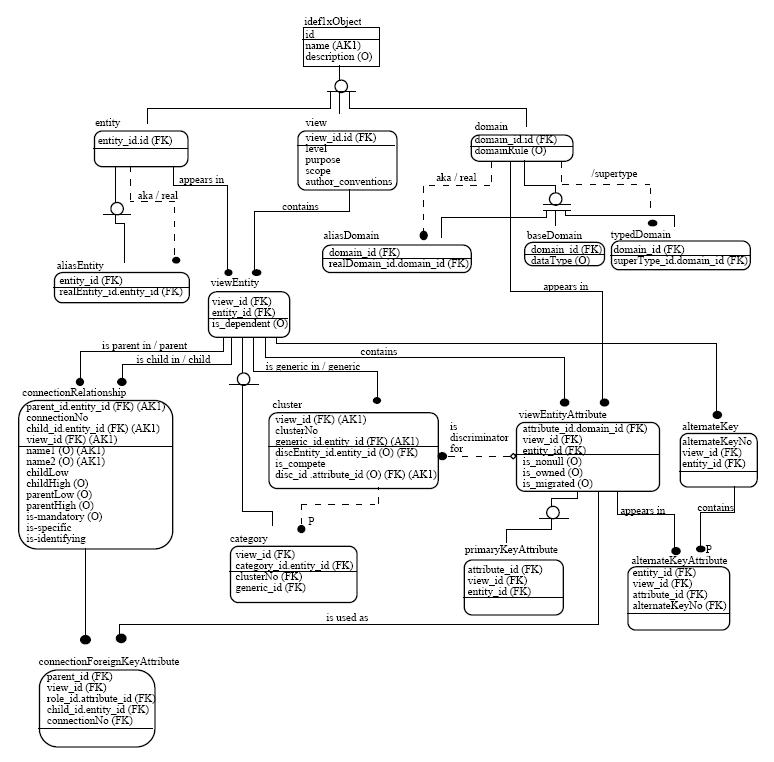
IDEF1X 다이어그램 예시

IDEF1X(Integration DEFinition for information modeling, 정보 모델링을 위한 통합 정의)는 시맨틱 데이터 모델 개발을 위한 데이터 모델링 언어이다. IDEF1X는 환경 또는 시스템 내 정보의 구조와 의미를 표현하는 그래픽 정보 모델을 생성하는 데 사용된다.
IDEF1X는 리소스로서의 데이터 관리, 정보 시스템 통합, 그리고 컴퓨터 데이터베이스 구축을 지원하는 시맨틱 데이터 모델의 구축을 지원한다. 이 표준은 소프트웨어 공학 분야의 IDEF 모델링 언어 계열에 속한다.

## 같이 보기
- 도메인 모델
- 개체-관계 모델
- ER/Studio